# ダイエス空軍基地
ダイエス空軍基地（ダイエスくうぐんきち、英: Dyess Air Force Base）は、テキサス州アビリーンに位置するアメリカ空軍の基地である。B-1B戦略爆撃機を運用する第7爆撃航空団が所在している。

## 概要
1942年、アメリカ陸軍航空隊はアビリーン郊外に新しい飛行場としてタイ陸軍飛行場の建設を着工、同年12月18日の開設時にはアビリーン陸軍航空基地の名称となっていた。1943年4月8日にはアビリーン陸軍飛行場へ名称変更され、飛行訓練学生の訓練基地として運用を開始し、第二次世界大戦後の1946年1月31日に基地は閉鎖された。
アメリカ陸軍からアメリカ空軍が独立後、1956年4月15日に戦略航空軍団の基地として再開し、B-47E戦略爆撃機を運用する第341爆撃航空団が配備され、同年12月1日にダイエス空軍基地へ名称変更された。
1962年から1965年の期間、SM-65F大陸間弾道ミサイルが配備され、1963年9月にはオクラホマ州アルタス空軍基地からB-52C戦略爆撃機を運用する第96爆撃航空団が移駐した。第96爆撃航空団は1985年6月にB-1B戦略爆撃機を受領し、アメリカ空軍で最初のB-1B実戦部隊となっている。なお、第96爆撃航空団は1991年9月1日にアメリカ空軍の新しい運用構想に基づき、第96航空団へ改編された。
1993年9月30日には、テキサス州カーズウェル空軍基地の閉鎖に伴い、B-1B戦略爆撃機を運用する第7爆撃航空団が移駐している。

## 所在部隊
第8空軍隷下
- 第7爆撃航空団（英語版）[3]
  - 第7作戦群（英語版）
    - 第9爆撃飛行隊（英語版） - B-1B
    - 第28爆撃飛行隊（英語版） - B-1B
    - 第436訓練飛行隊
    - 第7運用支援中隊

  - 第7整備群
    - 第7航空機整備中隊
    - 第7装備品整備中隊
    - 第7機材整備中隊
    - 第7弾薬中隊

  - 第7任務支援群
    - 第7施設中隊
    - 第7契約中隊
    - 第7通信中隊
    - 第7福利厚生中隊
    - 第7兵站即応中隊
    - 第7警備中隊

  - 第7医療群
    - 第7航空宇宙医学中隊
    - 第7医療運用中隊
    - 第7医療支援中隊

第10空軍隷下
- 第307爆撃航空団（英語版）
  - 第489爆撃群（英語版）
    - 第345爆撃飛行隊（英語版） - B-1B
    - 第489整備支援中隊
    - 第489航空宇宙医学小隊

第18空軍隷下
- 第317空輸航空団（英語版）[4]
  - 第317作戦群（英語版）
    - 第39空輸飛行隊（英語版） - C-130J
    - 第40空輸飛行隊（英語版） - C-130J
    - 第317運用支援中隊

  - 第317整備群
    - 第317航空機整備中隊
    - 第317整備中隊

アメリカ空軍戦闘センター隷下
- 第53航空団（英語版）[5]
  - 第53試験評価群（英語版）
    - 第337試験評価飛行隊（英語版） - B-1B

  - 第53試験管理群
    - 第29訓練システム中隊（英語版）
- 第57航空団（英語版）
  - アメリカ空軍兵器学校
    - 第77武器中隊（英語版）